# اختلال افسردگی خرد
اختلال افسردگی خرد نوعی اختلال خُلقی که حداقل دو هفته طول می‌کشد و در فرد خُلق افسردهٔ مداوم یا بی‌لذتی همراه با حداقل دو علامت از افسردگی، مانند کاهش یا افزایش اشتها یا بی‌خوابی یا پُرخوابی، به وجود می‌آید.